# Urbano Canuto Soares
Urbano Canuto Soares (Funchal, 19 de janeiro de 1894 - Lisboa, 30 de janeiro de 1965) foi um filólogo português. É considerado um dos maiores classicistas lusófonos da primeira metade do século XX, tendo sido um dos primeiros professores do curso de Letras da Faculdade de Filosofia, Ciências e Letras da Universidade de São Paulo. Lá, lecionou de 1939 a 1954 e teve notável influência acadêmica, orientando, por exemplo, a tese de doutoramento de Theodoro Henrique Maurer Júnior.